# Kurt Caro
Kurt Michael Caro (geboren 25. Juli 1905 in Berlin; gestorben 24. Juni 1979 in Zollikon) war ein deutscher Publizist.

## Leben

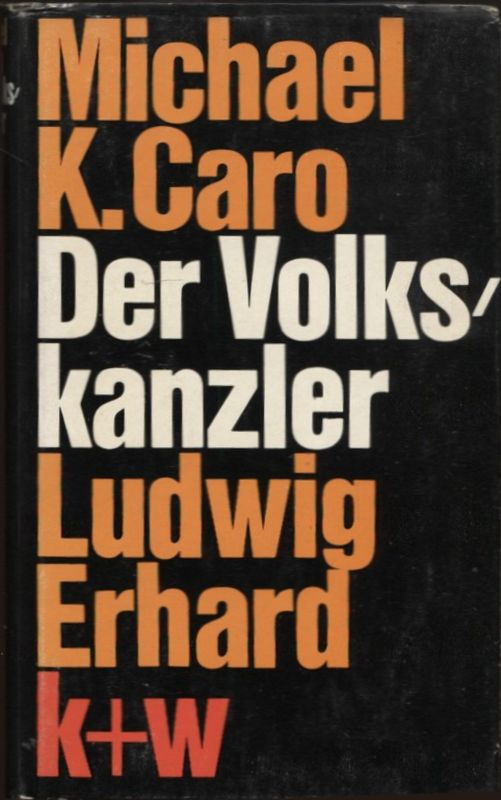
Kurt Michael Caro: Erhard, der Volkskanzler

Caro studierte Jura und absolvierte das Referendariat. Er wurde dann Journalist und war ab 1930 Chefredakteur der Berliner Volks-Zeitung. Nach der Machtübergabe an die Nationalsozialisten 1933  emigrierte er nach Frankreich.
In Paris veröffentlichte er 1936 unter dem Pseudonym Manuel Humbert die Abhandlung Hitlers „Mein Kampf“. Dichtung und Wahrheit, für die Heinrich Mann das Vorwort verfasste. In diesem Buch analysierte er die antisemitische Rassentheorie und stellte Hitlers Behauptung infrage, bei dem Judentum handele es sich um eine eigene Rasse. Das mitteleuropäische Judentum sei selbst rassenmäßig prozentual folgendermaßen aufgeteilt: „23,8 % lapponide Rasse, 21,5 % nordische Rasse, 20,3 % armenische Rasse, 18,4 % mediterrane Rasse, 16,0 % orientalische Rasse“.
Auch im Exil war Kurt Caro als Redakteur verschiedener Zeitungen tätig, bis er 1939 in den Dienst der französischen Armee trat. Ab 1943 war er Angehöriger der britischen Armee.
Nach dem Zweiten Weltkrieg war Caro bis 1950 Chefredakteur der in Wien erscheinenden Weltpresse. Anschließend war er im Foreign Office in Berlin und bei der britischen Botschaft tätig. Danach arbeitete er von 1958 bis 1972 als Chefredakteur für die Weltwoche in Zürich, von 1964 bis 1970 unterbrochen von einer leitenden Tätigkeit bei der Schweizer Illustrierten Zeitung.

## Schriften
- mit Walter Oehme: Kommt das Dritte Reich? Frankfurt/Main: Eichborn, 1984, ISBN 3-8218-0903-5 (Faksimile-Ausgabe d. Erstveröff. v. 1930)
- mit Walter Oehme: Schleichers Aufstieg. Ein Beitrag zur Geschichte der Gegenrevolution. Berlin: Rowohlt, 1933.
- Unter dem Pseudonym Manuel Humbert: Hitlers "Mein Kampf". Dichtung und Wahrheit. Paris, 1936.
- Der Volkskanzler Ludwig Erhard. Köln: Kiepenheuer, 1965